# Monotes oxyphyllinus
Monotes oxyphyllinus är en tvåhjärtbladig växtart som beskrevs av Duvign.. Monotes oxyphyllinus ingår i släktet Monotes och familjen Dipterocarpaceae. Inga underarter finns listade i Catalogue of Life.